# Die Werthlosigkeit der Jurisprudenz als Wissenschaft
Die Werthlosigkeit der Jurisprudenz als Wissenschaft ist der Titel eines Vortrages, den Julius von Kirchmann, Erster Staatsanwalt in Berlin, im Jahr 1847 in der Juristischen Gesellschaft zu Berlin hielt. Nach langwierigen Auseinandersetzungen wurde er 19 Jahre später seines Amtes enthoben und wandte sich der Philosophie zu.
Sein Vortrag wurde – bei aller Polemik und trotz Kritik an seiner inneren Stimmigkeit – zum Aufsehen erregenden Meilenstein einer bis heute andauernden kritischen Selbstreflexion der Jurisprudenz (Rechtswissenschaft).

## Inhalt
Als Wissenschaft habe die Jurisprudenz einen Gegenstand zu verstehen, begrifflich zu machen, unter Gesetze zu fassen und zu systematisieren. Bei diesem Gegenstand handele es sich um das natürliche Recht, wie es im Volk gefühlt und gelebt wird. Dieser Gegenstand (Recht) sei von der Wissenschaft (Jurisprudenz) unabhängig wie die Natur von der Biologie; Richter und Gesetze gab es bei den Griechen und den Römern lange, bevor sich Rechtswissenschaft entwickelte.
Problematisch sei jedoch, dass das Recht in dauernder Veränderung begriffen ist. Dies erschwere die Erforschung, zudem hemme der Ballast der Rechtsgeschichte das Studium. Nach Kirchmann manipuliere die Rechtswissenschaft in ihrer Trägheit die natürliche Rechtsentwicklung, indem sie Neues mit alten Kategorien messe.
Darüber hinaus habe jeder eine emotional aufgeladene, intuitive Meinung über das Recht. Wegen dieser Voreingenommenheit wolle der Jurist nicht nach der Wahrheit streben, sondern nur recht behalten.
Julius von Kirchmann kritisiert die Knechtung des natürlichen Rechts unter den positiven Gesetzen. Gesetze seien nur so gut wie der Gesetzgeber; anders als in anderen Wissenschaften machen falsche Gesetze das wahre Recht falsch. Außerdem seien Gesetze starr und willkürlich. Friedrich Carl von Savigny kommentierte er: „Nicht bloß die Gegenwart, keine Zeit hat den Beruf zur Gesetzgebung. […] Das Recht ist der Wissenschaft [die es in positive Gesetze gießen will] ewig voraus.“
Beschäftigt sich die Wissenschaft mit diesen Gesetzen, so müsse sie selbst dem Schematismus anheimfallen, den diese an die Rechtswirklichkeit anlegen; und auch sie würde sich zu willkürlichen Festlegungen wie Fristen etc. hingeben, die den einzelnen Fall „vergewaltigen“.
Aus der Existenz der positiven Gesetze folge zudem, dass die Wissenschaft da, wo diese Gesetze einmal adäquat sind, in Wahrheit nur noch schulmeistert und erklärt, was bereits getan ist. Mache sie aber die legislativen Fehler zu ihrem Thema, so würde sie zur Dienerin des Zufalls: „Die Juristen sind ‚Würmer‘, die nur vom faulen Holz leben; von dem gesunden sich abwendend, ist es nur das Kranke, in dem sie nisten und weben. Indem die Wissenschaft das Zufällige zu ihrem Gegenstand macht, wird sie selbst zur Zufälligkeit; drei berichtigende Worte des Gesetzgebers, und ganze Bibliotheken werden zu Makulatur.“
Durch die Verwissenschaftlichung des Gegenstands Recht richtete die Wissenschaft Unheil an ihm an: „Das Volk verliert die Kenntnis seines Rechts und seine Anhänglichkeit an dasselbe; es wird der ausschließliche Besitz eines besonderen Standes; […] so gerät die Wissenschaft mit sich selbst in Widerspruch, sie will den Gegenstand nur begreifen und sie zerdrückt ihn.“
Die Wissenschaft habe jeglichen Boden verloren und verliere sich in zirkulärer Elfenbeinturmdiskussion. Der Gesetzgebung warf Kirchmann Schwanken und verunsichertes Experimentieren vor. Im Einzelfall sei Recht sowieso ungewiss, vergleichbar mit dem Würfelbecher, dem Kampffeld oder der Orakelhalle.
Als Alternative schlug Kirchmann eine bloße Billigkeitsjurisprudenz vor, der durch Minimalgesetzgebung großer Ermessensspielraum eingeräumt wäre; die Rechtswissenschaft und der Juristenstand würden abgeschafft. Wo das Rechtsempfinden in komplexen Fällen nicht sicher urteilt, reiche – wie bei den alten Griechen oder den Römern bis zur Kaiserzeit – der Vergleich.
In der Rechtswissenschaft seiner Zeit sah von Kirchmann nichts Nützliches, da sie ihren Gegenstand nicht zum Wohle des Volkes lenke – anders als die Technik die Natur. „Dies eben ist das Klägliche der Jurisprudenz, dass sie die Politik von sich aussondert, […] sich damit […] unfähig erklärt, […] den Gang […] zu beherrschen, während alle anderen Wissenschaften dies als ihre nächste Aufgabe betrachten.“